# Galería de los Mapas
La Galería de los Mapas (en italiano: Galleria delle carte geografiche) es una galería situada en el lado oeste del patio del Belvedere en la Ciudad del Vaticano que contiene una serie de mapas topográficos pintados sobre Italia con base a dibujos del fraile y geógrafo Ignazio Danti. 
La galería fue encargada en 1580 por el Papa Gregorio XIII como parte de otras obras artísticas previstas por el Papa para decorar el Vaticano. Tardó tres años (1580-1583) en completar los 40 paneles de la larga galería de 120 m. 
Los paneles de mapas muestran la totalidad de la península italiana en frescos de gran escala, cada uno representando una región, así como una vista en perspectiva de su ciudad más importante. La disposición discurre de norte a sur, desde la septentrional Lombardía o Piamonte, hasta la meridional Apulia o Calabria.
La idea, expresada por el propio Danti, es que el que pasase por este pasillo lo hiciera «como si estuviera paseando por los Apeninos, espina dorsal de la península itálica». De este modo en una pared están representadas las regiones y comarcas de la vertiente del mar Tirreno, con sus colinas, ríos y bosques, y en la otra, las que se asoman al Adriático.